# Grady Diangana
Grady Diangana, né le 19 avril 1998 à Lubumbashi (République démocratique du Congo), est un footballeur international congolais qui évolue au poste de milieu de terrain.

## Biographie

### Débuts et formation
Né en République démocratique du Congo, Grady Diangana arrive en Angleterre à l'âge de quatre ans et grandit à Londres. Il rejoint le centre de formation de West Ham United en 2010, alors qu'il est âgé de douze ans.
Après avoir signé son premier contrat professionnel en mai 2016, Diangana prolonge celui-ci de deux saisons supplémentaires en juin 2018.

### West Ham United
Le 26 septembre 2018, le milieu de terrain participe à sa première rencontre au niveau professionnel à l'occasion d'un match de Coupe de la Ligue anglaise contre Macclesfield Town. Il se distingue en inscrivant deux buts et West Ham remporte le match 8-0.

### Prêt et signature à West Bromwich Albion
Le 8 août 2019, Diangana est prêté pour une saison à West Bromwich Albion. Il inscrit huit en trente-et-un matchs avant de retourner à West Ham à l'issue de la saison.
Le 4 septembre 2020, il s'engage pour cinq saisons avec les Baggies.

### En sélection nationale

#### Avec les équipes d'Angleterre jeunes
Le 19 novembre 2018, Diangana dispute son premier match international avec l'équipe d'Angleterre des moins de 20 ans contre l'Allemagne (victoire 2-0).

#### Avec la République démocratique du Congo
Le 27 décembre 2023, il est retenu dans la liste des vingt-quatre joueurs congolais sélectionnés par Sébastien Desabre pour disputer la Coupe d'Afrique des nations 2023.

## Statistiques
| Saison                | Club                        | Championnat           | Championnat | Championnat | Coupe nationale | Coupe nationale | Coupe de la Ligue | Coupe de la Ligue | Compétition(s) continentale(s) | Compétition(s) continentale(s) | Compétition(s) continentale(s) | Total | Total |
| Saison                | Club                        | Division              | M.          | B.          | M.              | B.              | M.                | B.                | Comp.                          | M.                             | B.                             | M.    | B.    |
| 2018-2019             | West Ham United             | Premier League        | 17          | 0           | 2               | 0               | 2                 | 2                 | -                              | -                              | -                              | 21    | 2     |
| Sous-total            | Sous-total                  | Sous-total            | 17          | 0           | 2               | 0               | 2                 | 2                 | -                              | -                              | -                              | 21    | 2     |
| 2019-2020             | West Bromwich Albion (prêt) | Championship          | 30          | 8           | -               | -               | 1                 | 0                 | -                              | -                              | -                              | 31    | 8     |
| 2020-2021             | West Bromwich Albion        | Premier League        | 20          | 1           | -               | -               | 1                 | 0                 | -                              | -                              | -                              | 21    | 1     |
| 2021-2022             | West Bromwich Albion        | Championship          | 41          | 2           | 1               | 0               | -                 | -                 | -                              | -                              | -                              | 42    | 2     |
| 2022-2023             | West Bromwich Albion        | Championship          | 31          | 4           | 3               | 0               | 1                 | 0                 | -                              | -                              | -                              | 35    | 4     |
| 2023-2024             | West Bromwich Albion        | Championship          | 38          | 7           | -               | -               | -                 | -                 | -                              | -                              | -                              | 38    | 7     |
| 2024-2025             | West Bromwich Albion        | Championship          | 26          | 4           | 1               | 0               | -                 | -                 | -                              | -                              | -                              | 27    | 4     |
| Sous-total            | Sous-total                  | Sous-total            | 186         | 26          | 5               | 0               | 3                 | 0                 | -                              | -                              | -                              | 194   | 26    |
| Total sur la carrière | Total sur la carrière       | Total sur la carrière | 203         | 26          | 7               | 0               | 5                 | 2                 | -                              | -                              | -                              | 215   | 28    |